# De heretico comburendo

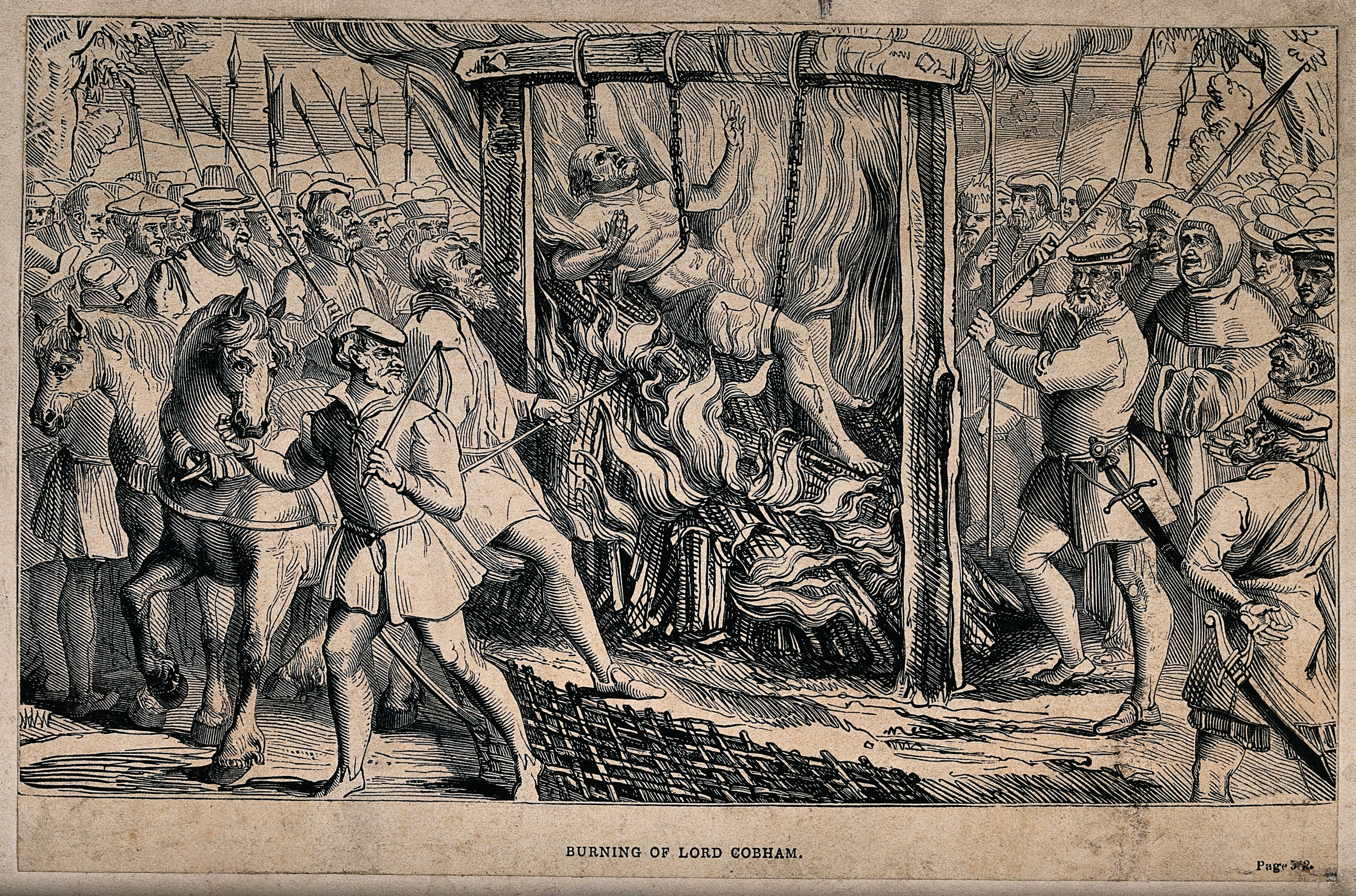
Sir John Cobham, un lolardo y seguidor de Juan Wiclef siendo quemado en la hoguera por herejía en Londres, 1418.

De heretico comburendo (del latín: Respecto a la quema de herejes) fue una ley aprobada por el Parlamento de Inglaterra bajo el dominio del rey Enrique IV de Inglaterra en 1401, la cual castigaba a los herejes con la muerte en la hoguera. Esta ley fue uno de los estatutos de censura religiosa más estrictos aprobados en Inglaterra. En marzo de 1401, el sacerdote William Sawtrey fue el primer lolardo en ser quemado en la hoguera.
El estatuto declarado dictaba que: "Muchas personas falsas y perversas pertenecientes a cierta nueva secta... crearon y escribieron nuevos libros, además de perversamente instruir e informar a la gente... e inducir subversión en la religión católica". La secta aludida en dicho estatuto se refiere a los lolardos, los seguidores de Juan Wiclef.
De heretico comburendo instaba que "las enseñanzas, doctrinas y opiniones de esta secta perversa, deben desistir y ser completamente destruidas", además declaró que "la posesión de libros o escrituras de tal perversa doctrina y opiniones, deben ser entregados al diocesano más cercano en un plazo de 40 días desde la fecha de proclamación de este estatuto.
"Y si cualquier persona... tales libros mencionados anteriormente no entrega, el diocesano de tal lugar en su diócesis o cualquier persona o personas pertenecientes a dicha diócesis se ven difamadas o si se sospecha de tal difamación, todos ellos tienen la facultad de poner bajo arresto a los difamadores bajo las cláusulas del estatuto". Si dichas personas no se retractan de sus creencias heréticas, o si reinciden luego de retraerse, "serán quemadas, para que dicho castigo incite terror en las mentes de otros".
La sección 6 del Acta de Supremacía de 1558 revocó los estatutos, pero no fue hasta marzo de 1677 que un proyecto de ley para revocar las facultades de la Corona de dictar decretos judiciales fue introducido en la Cámara de los Comunes del Reino Unido, que dicha ley fue revocada por completo.

## Historia
A pesar de que por siglos ya existiesen traducciones parciales de la Biblia al inglés, la traducción al inglés medio publicada bajo la dirección de Juan Wiclef alrededor del 1380, conocida como la Biblia de Wiclef, fue la primera traducción completa y la primera en obtener un amplio uso y aceptación. Esta fue condenada por las autoridades de la Iglesia, las cuales denunciaron los comentarios e interpretaciones incluidos en el trabajo como obras de herejía, y además porque temían que una traducción de la Vulgata latina al lenguaje corriente, ausente de la apropiada catequesis, induciría a los laicos ignorantes a negar la autoridad de la Iglesia y a caer en herejía. 
Wiclef fue la inspiración para lo que sería conocido como el movimiento lolardo, considerado herético por la Iglesia. Las Constituciones de Oxford, establecidas en 1409 por el arzobispo Thomas Arundel, fueron medidas más punitivas para castigar la herejía en Inglaterra que brotó en gran parte de la persecución generada por la ley De heretico comburendo.